# Kirovskij rajon (Oblast' di Leningrado)
Il Kirovskij rajon in russo Кировский район? è un rajon dell'Oblast' di Leningrado, nella Russia europea occidentale; il capoluogo è la città di Kirovsk.